# Erodium nervulosum
Erodium nervulosum là một loài thực vật có hoa trong họ Mỏ hạc. Loài này được L'Hér. mô tả khoa học đầu tiên năm 1802.